# Associació 11-M Afectats del Terrorisme
L'Associació 11-M Afectats del Terrorisme és una associació suprapartidària i aconfessional, nomenada entitat d'utilitat pública, formada inicialment per víctimes i familiars de víctimes de l'atemptat de Madrid de l'11 de març de 2004 a Madrid. Actualment acull a tot tipus d'afectats del terrorisme nacionals i internacionals i també accepta la figura del "soci solidari" o col·laborador, encara que no sigui víctima directa del terrorisme. La seva actual president és Eulogio Paz Fernández.

## Història

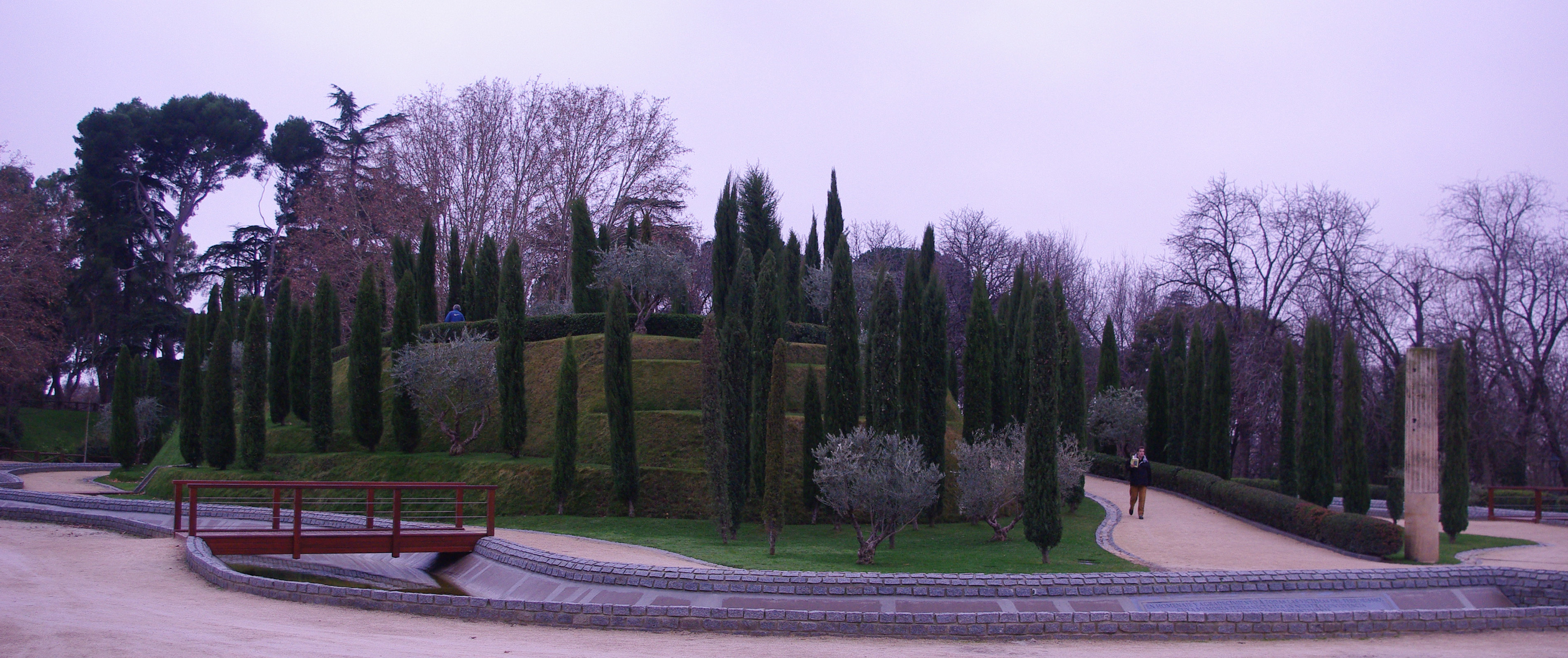
Monument als absents, en record de les víctimes de l'11-M.

L'Associació va ser constituïda a Madrid en 2004 per afectats (familiars i víctimes) dels atemptats gihadistes de l'11 de març d'aquest mateix any, ciutadans l'immens dolor dels quals ens va empènyer a conjuminar les nostres forces, amb l'obstinació decidida per conèixer la VERITAT, la necessitat vital d'aconseguir JUSTÍCIA I REPARACIÓ i el ferm propòsit que la victòria del nostre dolor sigui la PAU, i en aquesta missió col·lectiva vam voler integrar-nos en una Associació. També va haver-hi inicialment afectats que no estaven satisfets amb l'assessorament i suport rebuts fins al moment. Per uns motius o uns altres i en conjunt, va acollir a un important nombre de familiars i víctimes directes.
Potser el moment més recordat de l'Associació va ser arran de la compareixença de Pilar Manjón al Congrés dels Diputats el 15 de desembre de 2004 quan, en representació de tots els membres de l'Associació, va llegir un manifest consensuat davant la Comissió d'Investigació que es va formar amb l'objectiu d'esclarir els fets i actuacions relacionades amb els atemptats. En dita manifesta, l'Associació va demanar transparència en la recerca i suport a les víctimes perquè no siguin utilitzades com a armes polítiques 
No obstant l'Associació 11-M Afectats del Terrorisme ha rebut les crítiques del PP i dels seus mitjans afins, que l'acusen de deixar-se portar per desitjos de venjança contra Aznar i d'obeir als dictats del PSOE. Per contra, l'Associació d'Ajuda a les Víctimes de l'11-M pertany, segons els seus detractors, a una esfera més propera al PP i a les denominades teories de la conspiració de l'11-M defensades des de la COPE i Libertad Digital. Comparativament, l'Associació 11-M Afectats del Terrorisme té 1.035 víctimes dels atemptats entre els seus socis, l'AVT compta amb uns 300 socis víctimes de l'11-M, mentre que l'Associació d'Ajuda a les Víctimes de l'11-M assegura tenir uns 500 afiliats.
Al març del 2005 l'Associació 11-M Afectats del Terrorisme anuncia que va a emprendre accions judicials contra el jutge de l'Audiència Nacional, Juan del Olmo, en no permetre la personació com a acusació particular a un important nombre d'afectats per l'atemptat. Manjón va afirmar després que la seva Associació era l'única que podia demostrar que tots els seus membres eren víctimes reconegudes per l'Estat, perquè el seu llibre de socis va ser auditat per poder personar-se com a part en el primer judici dels atemptats de l'11-M. No obstant l'Associació 11-M Afectats del Terrorisme va tenir una labor crucial actuant com a acusació popular, independent d'altres, en el Judici pels atemptats de l'11 de març de 2004 (Sumari 20/04) celebrat en l'Audiència Nacional entre febrer i octubre de 2007 contra els 29 imputats per l'atemptat, la Sentència del qual es va publicar el 31 d'octubre de 2007 i el recurs i Sentència del Tribunal Suprem que es va dictar el 17 de juliol de 2008.
L'Associació presidida per Pilar Manjón va insistir en la responsabilitat de José María Aznar i del seu govern per haver implicat a Espanya en la Guerra de l'Iraq, i va insistir que els atemptats de l'11 de març de 2004 van ser conseqüència directa d'aquest fet, encara que la sentència afirma que aquesta relació és falsa.

## Accions per la pau i el record
L'Associació ha rebut nombrosos premis i reconeixements que han pres forma en l'exposició "Trazos y Puntadas para el Recuerdo" Arxivat 2009-04-30 a Wayback Machine.. S'hi reuneix bona part de l'abundant conjunt de regals que l'Associació ha rebut des dels seus inicis en forma de quadres, escultures, litografies, poemes, tapissos de patchwork, premis, cançons, etc., tenint un enfocament didàctic i de reflexió i pretenent, al seu torn, ser un vehicle d'agraïment a totes aquelles persones que van abrigallar als afectats amb aquestes mostres d'afecte solidari. Avui dia és una mostra itinerant que ja ha visitat diverses ciutats com Alcalá de Henares, Bilbao o Colmenarejo.
Al setembre de 2006 va rebre a Saragossa el premi anual a l'"Entitat associativa" que celebra anualment la Fundació Lola Soler.
Des d'aquest mateix mes de setembre de 2006 és membre fundador, juntament amb altres 19 associacions de tot el món, de la International Network for Peace La INP és una xarxa global d'organitzacions compostes per persones que han perdut als seus éssers estimats o han estat afectats directes de guerres, armes nuclears, terrorisme, genocidi, crim organitzat i violència política. La seva missió consisteix a treballar conjuntament per trencar les espirals de violència i venjança, el compromís d'honrar les memòries de les víctimes i la dignitat dels supervivents i té com a tasca transformar el dolor i la pèrdua dels afectats per violència política en accions per la pau.
L'Associació també és membre de la xarxa SAVE (Sisters Against Violent Extremism), organitzada des de Viena per Dones sense Fronteres. SAVE va sorgir al desembre de 2008 i en la primera trobada van participar dones de diverses associacions dels cinc continents. El seu objectiu és buscar alternatives a les respostes violentes mitjançant el diàleg i la tolerància.

## Finançament
Les diferents administracions destinen fons per al finançament de les organitzacions que defensen a les víctimes del terrorisme. En el finançament de l'Associació 11-M Afectats del Terrorisme destaca el fet d'haver estat exclosa d'aquests fons per la Comunitat de Madrid.
Al març de 2006 l'Associació denuncia la indiferència que amb ells està tenint la Comunitat de Madrid presidida per Esperanza Aguirre. Afirmen que altres associacions, com l'AVT o l'Associació d'Ajuda a les Víctimes de l'11-M, sí que han rebut subvencions i fins i tot les hi ha dotat de més i millors mitjans mentre que a ells se'ls ha ignorat per complet. La Comunitat Autònoma contesta dient que l'Associació de Pilar Manjón s'ha vist afavorida pel Govern d'Espanya, beneficiant-se del 71,4% del recaptat per a les víctimes de l'11-M, per l'Organisme Nacional de Loteries entre els seus treballadors i administracions associades (la resta va anar a parar a la Fundació de Víctimes del Terrorisme, dependent del Ministeri de l'Interior espanyol).
Al desembre de 2007, per quart any consecutiu, els pressupostos de la Comunitat de Madrid no inclouen subvencions a l'Associació 11-M Afectats del Terrorisme, malgrat residir gairebé tots els seus membres en aquesta Comunitat. Com en anys anteriors, la Comunitat de Madrid indica que" l'Administració regional dona subvencions a totes les associacions de víctimes que han presentat projectes però quan no es presenten projectes i no hi ha cap altre tipus de petició és impossible finançar-los". La Comunitat recull al seu pressupost "tots els projectes que s'han presentat, sense distinció que vagin dirigits a víctimes dels atemptats de l'11 de març o d'ETA". El fet és que l'Associació 11-M Afectats del Terrorisme s'ha vist exclosa sempre d'aquests fons.